# Georg Hirschfeld
Georg Hirschfeld (Berlino, 11 febbraio 1873 – Monaco di Baviera, 17 gennaio 1942) è stato uno scrittore tedesco.

## Biografia
Seguace del naturalismo di Gerhart Hauptmann, fu autore di celebri drammi come Agnes Jordan (1897) e Pauline (1899).